# 西庫特內 (蒙大拿州)
西庫特內（英語：West Kootenai）是位於美國蒙大拿州林肯縣的普查規定居民點。

## 人口
根據2020年美國人口普查的數據，西庫特內的面積為41.79平方千米，當中陸地面積為41.63平方千米，而水域面積為0.16平方千米。當地共有人口422人，而人口密度為每平方千米10.1人。